# Juan Díaz de Garayo
Juan Díaz de Garayo   (Eguilaz, 16 d'octubre de 1821 - Vitòria, 11 de maig de 1881), també conegut com "el Sacamantecas" (17 d'octubre de 1821 – 11 de maig de 1881), fou un assassí en sèrie basc actiu vora Vitòria (Àlaba), que va estrangular cinc dones i una nena de 13 anys, i va atacar a unes altres quatre dones durant dos períodes diferents, entre 1870 i 1874 i entre 1878 a 1879. Garayo era un assassí en sèrie motivat per la luxúria, que primer va matar prostitutes després de tenir relacions amb elles, però després es tornà més desorganitzat i violent amb el pas del temps, atacà, violà i assassinà les dones que veia caminant soles. Les seves dues últimes víctimes, assassinades en dies consecutius, també van ser apunyalades, i la segona va ser esbudellada.
La persona i crims de Garayo foren el subjecte d'El Sacamantecas, una monografia de 1881 escrita per Ricardo Becerro de Bengoa, qui visità Garayo mentre era a la presó esperant a la seva execució.

## Família i primers anys
Garayo va néixer el 17 d'octubre de 1821, era el novè fill dels agricultors Nicolás Díaz de Garayo i Norberta Ruiz de Argandoña, a Egiraz, un poble prop de la ciutat d'Agurain a Àlaba, País Basc. Era analfabet, mai va anar a escola i feia treballs durs i desagradables. Entre assassinat i assassinat vivia habitualment a Vitòria, sense atraure cap sospita.
Als 14 anys, durant la Primera Guerra Carlista, Garayo va ser enviat pels seus pares a servir a les poblacions veïnes de Agurain, Alaiza, Okariz, Izartza, Añua i Alegria-Dulantzi, van treballar temporalment com a peó, pastor i miner de carbó. En 1850 va començar a servir a Antonia Berrosteguieta, una vídua de Vitòria que buscava un servent amb experiència en l'agricultura i la gestió de camp, i amb la que poc després es va casar. Berrosteguieta era anomenada La Zurrumbona pel seu primer marit, conegut com a Zurrumbón, un malnom que heretaria Garayo.
La parella va tenir cinc fills, tres dels quals (Cándido, Josefa i Tomás) van sobreviure. En 1863 va morir La Zurrumbona, i Garayo es va casar novament amb Juana Salazar, poc després. A diferència del primer matrimoni, en el que fou feliç, en el segon va tenir conflictes entre la seva nova esposa i els seus fillastres. El seu fill gran marxà a servir en una casa i els altres dos passaren el temps al carrer. Salazar va morir de verola en 1870 i Garayo va cometre el seu primer assassinat poc després. Garayo es va casar per tercera vegada, novament poc després de la mort de la seva anterior esposa, i aquest matrimoni encara va ser més conflictiu, ja que la dona era alcohòlica. Després de tan sols cinc anys de matrimoni, en 1876, Garayo va trobar la seva dona agonitzant al llit en tornar de la feina; va cridar a un metge, però li van dir que no podien fer res al respecte. Un mes més tard es va casar amb la seva quarta i última esposa, una anciana vídua. anomenada Juana Ibisate.
Encara que la relació amb les seves últimes esposes distava de ser idíl·lica, no hi ha evidències que Garayo fos responsable de les seves morts. Quan se li va preguntar per la més sospitosa, la tercera, Garayo va declarar:
| « | "No, jo no la vaig matar, perquè si hagués estat jo ho hauria declarat, com ho he fet amb els altres" | » |

## Assassinats

### Primera onada

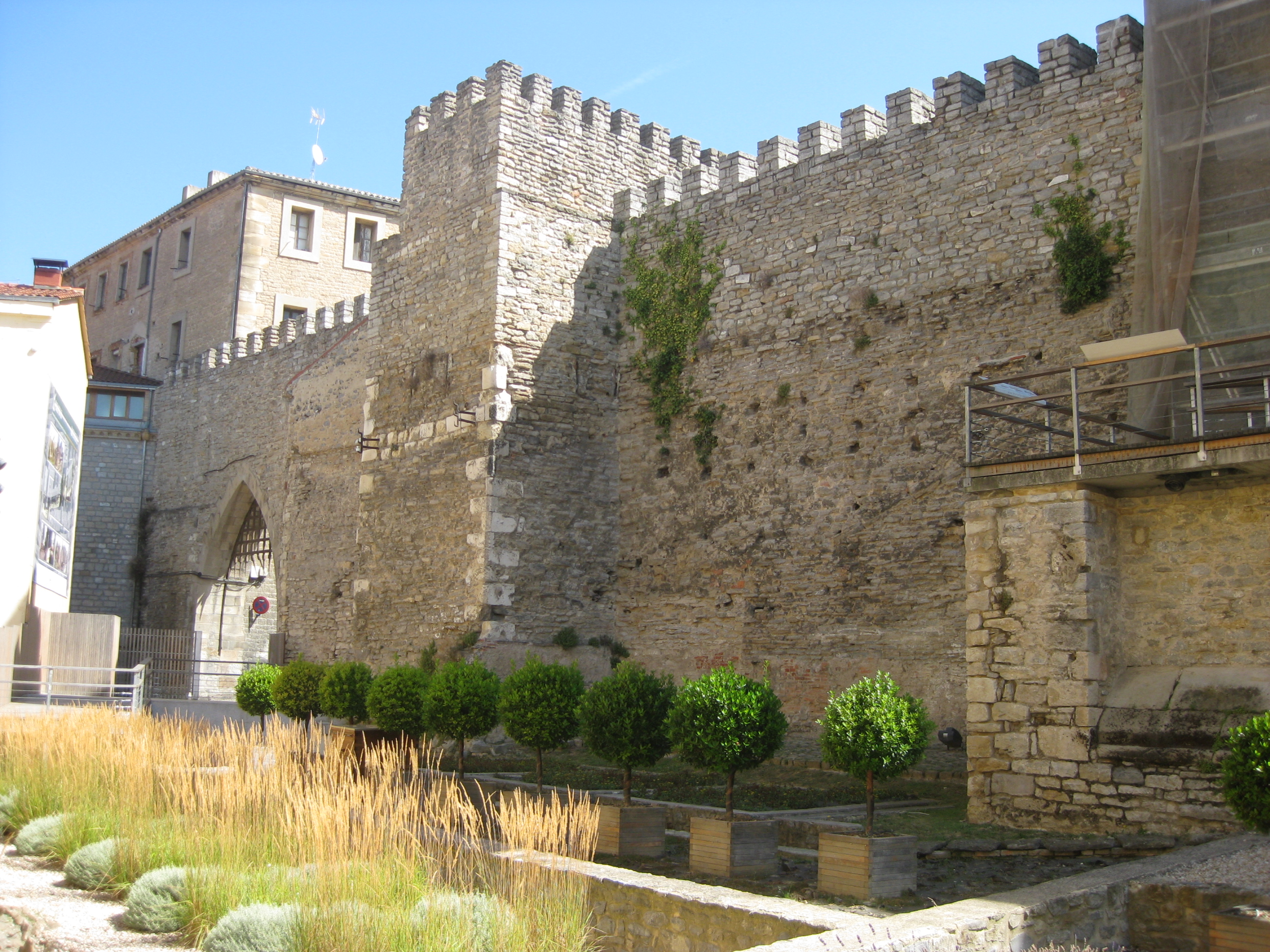
Muralles medievals de Vitòria

La primera víctima de Garayo era una dona molt coneguda de Vitòria que s'havia dedicat a la prostitució mentre el seu marit era a la presó, i la va contractar a la tarda del 2 d'abril de 1870. Els dos van caminar fora de la ciutat a través del Portal del Rei, van prendre el camí a Navarra, i es van aturar a l'Errekatxiki per a tenir sexe. Després Garayo li va oferir tres rals i ells va protestar perquè considerà que eren pocs diners. Garayo li va oferir un ral més, però ella en va exigir cinc. Aleshores Garayo la va tirar a terra i li va prémer el coll amb les dues mans fins que va perdre el coneixement. Després va portar la víctima a un corrent d'aigua proper i li va submergir el cap sota l'aigua fins que es va ofegar. Després va despullar el cos i el va posar a terra cap per amunt. Va contemplar el cos un temps abans de cobrir-la amb roba i va tornar a la ciutat durant la nit. L'assassinat va ser descobert l'endemà al matí per un criat que estava recollint flors al marge del corrent i va alertar les autoritats, però el cas va ser arxivat poc després per falta de proves.
El segon assassinat va ser el 12 de març de 1871, també durant la tarda. Garayo va conèixer a una viuda pobra pidolant al Portal del Rei i li va oferir anar-se'n amb ell. Després que ella li digués que no havia menjat aquell dia, Garayo li va donar una ral i li va dir que poc després l'esperaria en el camí a Navarra. La dona va comprar pa i un got de vi en una posada i els dos va anar a un lloc conegut com a Labizkarra, a 400 m de l'Errekatxiki, on van tenir relacions sexuals. Un cop més, Garayo va oferir una suma definitiva, la dona va protestar i ella va fer caure i la va estrangular amb les mans, tornant a casa a la nit. El cos va ser descobert l'endemà, però un cop més els investigadors no va trobar evidències d'un culpable.
El tercer va ser el 21 d'agost de 1872. Aquesta vegada l'assassinat va ser al migdia i la víctima no era una prostituta. Garayo viatjava a Gamarra Mayor quan va conèixer a una minyona de 13 anys, que anava en la direcció oposada perquè els seus amos l'havien enviat a Vitòria a fer un encàrrec. Garayo la va agafar i la va arrossegar fora de la carretera, li va prémer la gola fins que va perdre el coneixement, i la va violar. La va estrangular novament fins que va morir i va amagar el cos en una rasa, tornant a Vitòria a les 14:00. El descobriment de l'assassinat l'endemà va causar gran commoció a Vitòria i a la seva regió. No obstant això, els esforços redoblats dels investigadors toparen novament amb falta de pistes, i pitjor encara, amb la notícia d'un altre assassinat només 8 dies després, el 29 d'agost.
Cap al tard, Garayo es va acostar a una dona de 23 anys, no lluny de casa, que sabia que era lasciva, i li va oferir diners per sexe. Tots dos van sortir aquesta vegada pel Portal de Barreras i van avançar pel camí de La Rioja; Garayo caminava una distància darrere d'ella per evitar que la gent els veiés junts. Un estona després van reunir-se i va tenir relacions sexuals al costat d'un pont. Garayo li va oferir els seus dos rals i després que ella protestés, li n'oferí tres i després quatre. Ella en va exigir més i aleshores la va portar cap avall i la va estrangular fins que va morir. La víctima, però, va fer un lleuger moviment. Garayo li va prendre l'agulla dels cabells, la va aferrar i la va apunyalar al cor, mentre agafava el seu cos sota dels seus genolls. Va col·locar el cos al costat del riu i va tornar a casa seva durant la nit. La policia investigà un soldat destinat a Vitòria (acabava d'esclatar la Tercera Guerra Carlina), però va ser declarat innocent i absolt de tota sospita. Va augmentar el pànic entre la població, moltes dones es negaren a sortir al carrer soles i els llogarets es tornaren deserts de nit.
L'agost de 1873, de nou durant la tarda, Garayo va abordar una altra prostituta a l'Errekatxiki. Un cop més li va oferir pocs diners, ella va protestar i va tractar d'escanyar-la, però la dona va poder cridar i alertar alguns guàrdies de Polvorí Vell (la presó on Garayo seria executat més endavant) i es va veure obligat a fugir.
Al juny de 1874, Garayo va assaltar una vella captaire malalta a la carretera de la Zumaquera. Sense dir una paraula, Garayo va intentar escanyar-la, però ella va cridar i es va defensar fins que dues dones van arribar i Garayo va fugir. La víctima va identificar Garayo i va dir que estava borratxo i havia intentat matar-la sense cap motiu, però ningú va informar a la policia.

### Hiat i possibles imitadors
Garayo no actuaria durant quatre anys després del segon intent fallit. Tanmateix, en el moment de la seva execució es creia que els seus assassinats havien inspirat altres delictes al País Basc:

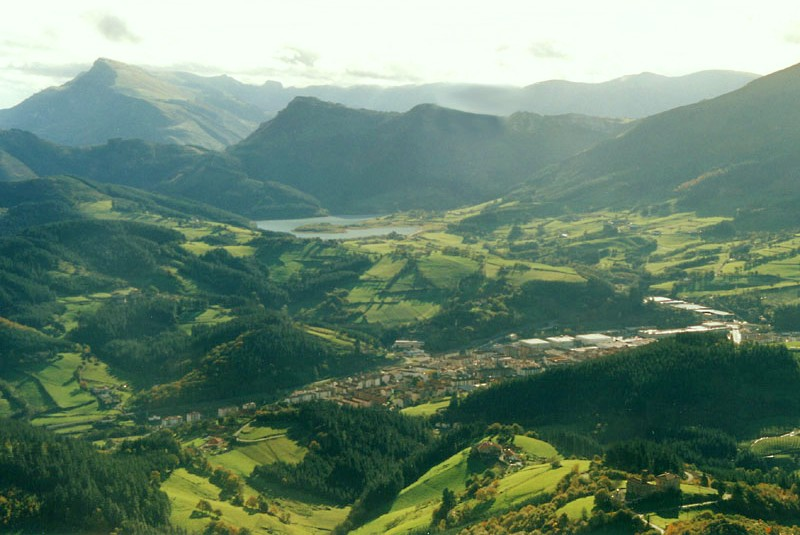
Camp vora Aretxabaleta.

- El 2 de gener de 1878, sis anys després de l'últim assassinat reeixit, una dona de 55 anys va ser assassinada en el camí de tornada d'Aretxabaleta, on havia anat a comprar vi. L'assassinat va ser molt més horrible que qualsevol dels comesos per Garayo: la víctima va ser apunyalada diverses vegades al pit i el ventre fou esbudellat, i li tallaren la mà dreta.
- El 28 de febrer, a la mateix a Vitòria, un home de 75 anys va trucar a la porta d'una casa i quan li va obrir una nena d'11 anys la va agafar, la va violar i la va apunyalar diverses vegades en el ventre amb una navalla d'afaitar, abans d'abandonar l'arma i fugir. La nena va ser hospitalitzada i va identificar el seu agressor tres vegades abans de morir el 3 de març. L'home va reconèixer com a seva la navalla trobada, però va negar haver comès el crim. Va ser declarat culpable de l'últim crim, però no hi havia evidències que el relacionin amb els altres, i va ser condemnat a 20 anys de presó, que el Tribunal Suprem d'Espanya va revocar i va canviar de pena de mort. Fou executat en garrot vil a Vitòria el 19 de maig de 1880.
- En els mateixos dies, una altra dona va ser assassinada al camp al voltant de Vitòria. El principal sospitós era un pastor vist a la ciutat poc abans, però no el van poder trobar ni capturar.

### Segona onada
L'1 de novembre de 1878 Garayo va visitar una fàbrica dels afores de Vitòria on ja hi havia estat prèviament i es va trobar la dona del moliner cuinant sola. Després d'intercanviar unes paraules la va tractar d'escanyar, però Garayo, aleshores de 57 anys, va ser dominat per la dona i fou obligat a fugir. Ella el va denunciar i Garayo va ser arrestat i condemnat a dos mesos de presó.
El 25 d'agost de 1879 Garayo va deixar Vitòria pel camí de Castella. Entre els pobles de Gometxa i Aríñez es va trobar amb una vella captaire i li va oferir una almoina. Després la va empènyer fora de la carretera; va caure i es va fer mal el cap en una roca. No obstant això, quan Garayo va saltar sobre ella, ella li va donar un cop de peu al ventre i va caure cap enrere. La dona es va aixecar i marxà a Vitòria, cridant. Garayo la va seguir des de la distància, i arribant a Vitòria va enviar la seva quarta esposa a parlar amb la dona i arribar a un acord que el mantingués fora de la presó. La víctima el volia denunciar, però finalment hi renunciar a canvi de 20 pessetes (80 rals). Fins que va convèncer la dona, Garayo va deixar la ciutat per precaució i va buscar treball a les mines de Somorrostro, a Biscaia.
En el camí de tornada a Vitòria, el 7 de setembre, va atacar una dona de 25 anys,María Dolores Cortázar, de Zaitegi, que havia treballat com a serventa a Vitòria i s'havia posar a parlar amb ella. Una vegada que va estar segur que no hi havia ningú més al voltant (un empleat del servei de correus havia passat i els havia vist parlant junts), ell la va empènyer fora de la carretera, va prendre-li el seu mocador i li va lligar al coll, demanant-li sexe a canvi de diners i prometent-li discreció. Com la víctima va continuar resistint-se, ell la va amenaçar i finalment la va apunyalar diverses vegades en el pit amb una navalla d'afaitar. La va violar i després la va apunyalar al ventre novament fins que ella va morir.

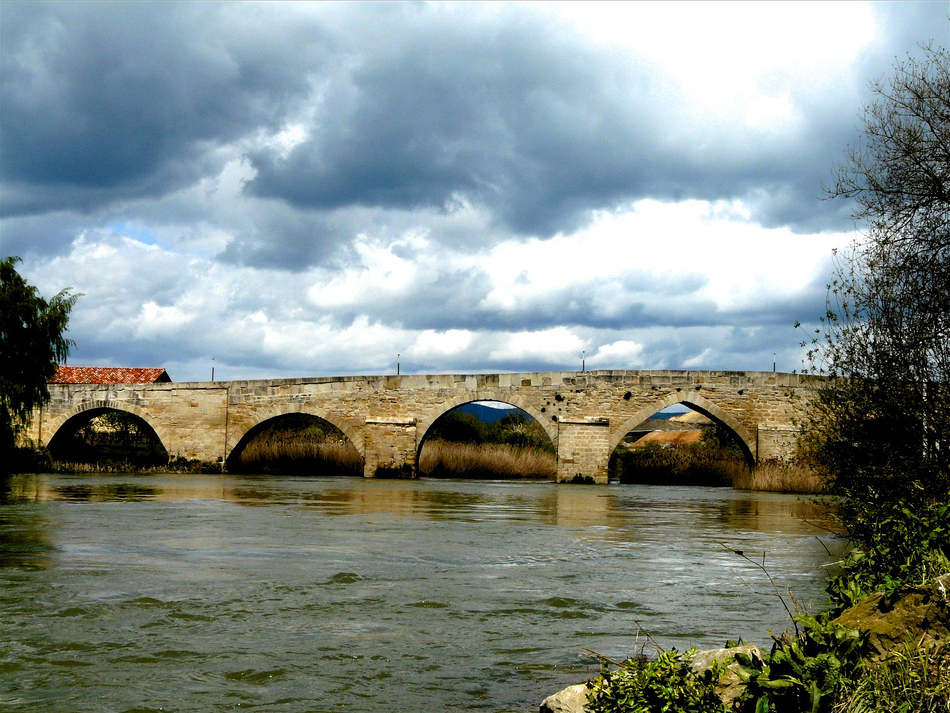
Pont sobre el riu Zadorra.

Garayo va amagar el cos i la cistella d'aliments que transportava la víctima, però en lloc de seguir cap a Vitòria va prendre un desviament a través de les muntanyes, on va ser vist per un agricultor que buscava una vaca, va beure en una posada de carretera anomenada "Venta del Grillo", i es van adormir sota un pont al riu Zadorra, a les proximitats d'Arriaga. Es va despertar a l'alba i esmorzà en una posada d'Arriaga, però una vegada més, en lloc de seguir cap a Vitòria, va tornar al pont, a l'esquerra de la carretera i va pujar el turó d'Araca. Allà es va trobar amb una dona de 52 anys, una pagesa de Navarrete, Manuela Audícana, que havia arribat a Vitòria per al festival i que anava de tornada a casa amb una mica de menjar que havia comprat. Els dos van conversar fins que va començar a ploure, i es va refugiar sota un arbre. Garayo li havia dit en un principi que estava buscant una euga perduda. Quan va confessar les seves veritables intencions la dona va intentar fugir, però ell la va agafar i la va estrangular amb el seu propi davantal. Es va treure tota la seva roba, però no va ser capaç de consumar. Com que la dona encara respirava, la va apunyalar al cor i el ventre amb la mateixa navalla utilitzada en el crim anterior, i a continuació, va tallar el ventre obert i va extreure els intestins i el ronyó. Es va netejar la sang de les seves mans amb la roba de la víctima, va cobrir el cos, es va menjar el menjar de la seva cistella, i es va adormir de nou sota el mateix pont. Al matí, va tirar la navalla al riu i es va netejar abans de tornar per fi a Vitòria, es va canviar de roba i va sortir gairebé immediatament per l'Alegria. Els dos cossos van ser descoberts aquell mateix dia.

## Captura

### La investigació criminal de 1879
La investigació d'aquest últim doble assassinat fou duta a terme pel jutge José Antonio de Parada i embolicà agents de policia de Vitòria i Guàrdia Civil de la regió propera. El comandant de la Guàrdia Civil de Murgia (Zuia) va escoltar el testimoni de l'empleat del servei de correu que havia vist la primera víctima caminant amb un home, i va interrogar els clients de la posada i agricultors de la regió que van afirmar haver vist un estrany amb el mateix aspecte en aquells dies. Aquesta descripció va ser enviada a Vitòria, on l'agutzil Pío Fernández de Pinedo va vincular Garayo i la seva detenció recent per l'atac contra la molinera. Pinedo també es va assabentar per la víctima de l'atac fallit a l'agost, i va compartir les seves sospites amb Parada, qui va formalitzar la causa contra Juan Díaz de Garayo.
Pinedo va enviar l'ordre d'arrest a la casa de Garayo, on l'esposa de Garayo va dir que l'havia deixat després de l'incident amb la dona i que no l'havia vist des d'aleshores (en realitat, ella l'havia vist breument quan va arribar a canviar-se de roba, el 9 de setembre), que no coneixia el seu parador actual o la raó per la qual havia fet mal a l'altra dona. En aquell moment Garayo era servint a la casa d'un granger a Alegria, on les notícies dels últims crims va arribar poc després que el mateix Garayo. La filla del granger, una nena petita, va dir suposadament al seu pare que el nou servent era "tan lleig", que "semblava el Sacamantecas".

### Arrest, judici i condemna
Inesperadament Garayo va retornar a Vitòria el 21 de setembre, i va ser arrestat i portat a la presó local després de ser reconegut al carrer per Pinedo. Allí va ser interrogat per Parada, però Garayo ho va negar tot. Va romandre a la presó durant 12 dies, aquesta vegada fou interrogat pels carcellers José Fresco i Juan Giménez, i només va admetre la culpabilitat i va començar a descriure els crims després que es va fer una crida a les seves creences religioses i se'l va convèncer que era l'única manera d'obtenir la Divina Misericòrdia. Va començar amb l'assassinat de la dona de Zaitegui, que va ser transcrit per Giménez, i més tard va descriure l'assassinat d'Araca a Giménez i Fresco. El 3 d'octubre es va acordar repetir aquest testimoni davant del jutge i els seus notaris, i així ho va fer de 21:00 a 3:00 afegint més detalls. L'endemà, va confessar els altres quatre assassinats i els quatre intents a Fresco i Giménez. L'11 de novembre Parada va sentenciar Garayo a dues penes de mort i a donar una compensació econòmica, encara que només a les dues últimes víctimes. Garayo es va mantenir en calma quan va rebre la sentència i va demanar als advocats Manuel Lete i Juan Echavarría de signar les sentències en el seu nom, ja que era analfabet. Després li va demanar un guisat a Giménez, ja que no havia menjat carn aquell dia, cosa que li va ser concedida. Després de la condemna Garayo portava grillons als peus i se li va negar una navalla d'afaitar. Va intentar afaitar-se amb un fòsfor encès almenys una vegada, però després li va tornar a créixer la barba. També va aprendre a llegir a la biblioteca de la presó.

### Apel·lació
La defensa de Garayo va presentar una apel·lació a l'Audiència de Burgos, argumentant bogeria per part de l'acusat, i aquesta va ordenar la cort de Vitòria avaluar l'estat mental de Garayo pel major nombre de metges possibles, així com interrogar a tots els seus amics i parents en aquesta matèria. Van se consultats onze metges Vitòria, que van determinar en un informe (3 de març de 1880) que Garayo no estava boig i què havia comès els crims conscientment. La defensa va demanar un segon informe, aquesta vegada als directors dels hospitals mentals de Carabanchel Alto (Madrid) i Toledo, que el 24 de maig van considerar Garayo "imbècil" i haver comès els crims sota la influència d'una "bogeria parcial" o "monomania intermitent, enmig de grans intervals de lucidesa". No obstant això, la Cort Suprema va ignorar l'apel·lació i va mantenir la sentència.

### Execució

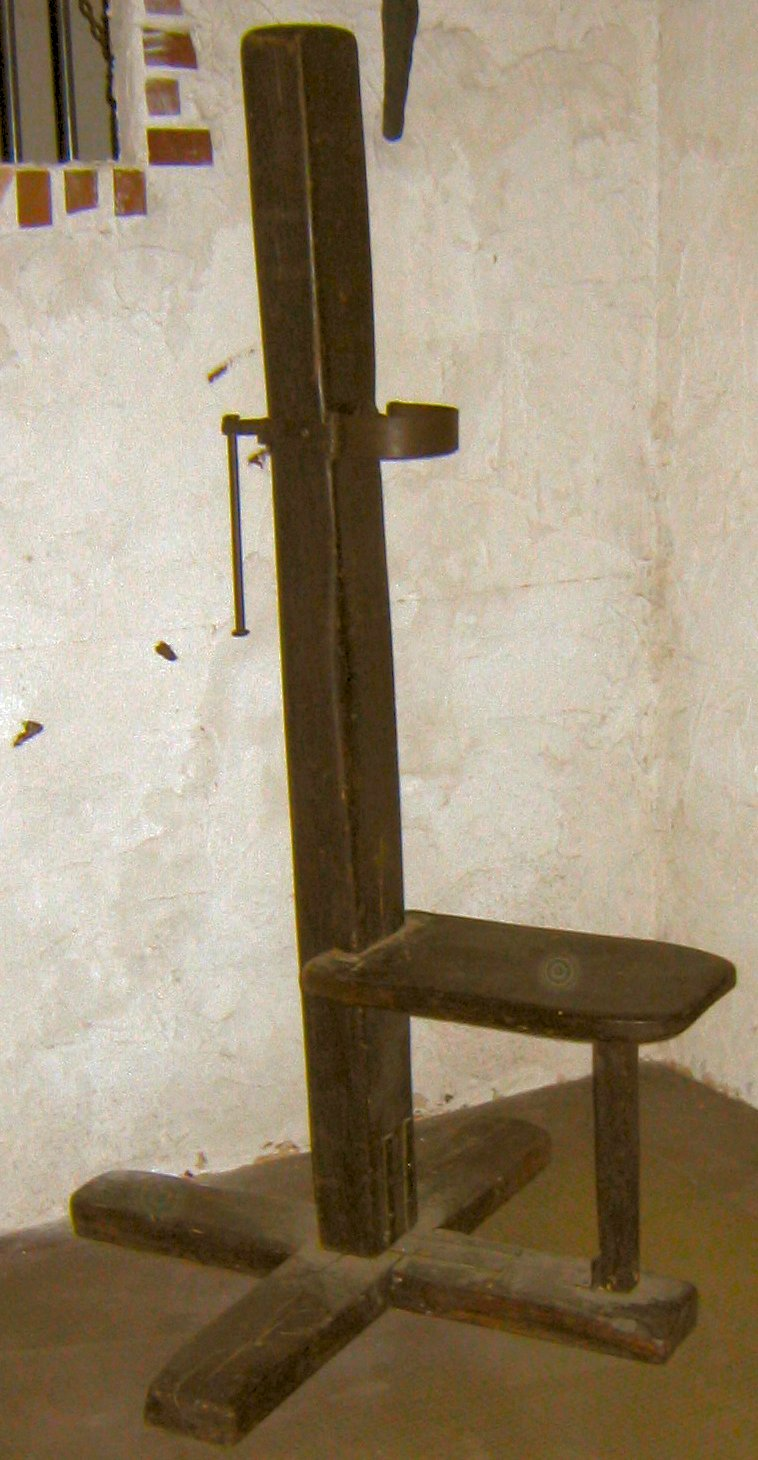
El garrot.

Juan Díaz de Garayo fou executat al garrot vil a la presó de Polvorín Viejo de Vitòria l'11 de maig de 1881, pel botxí Lorenzo Huertas, enviat expressament des de Burgos. Després de la seva mort, el cos de Garayo va ser exposat públicament durant deu hores i enterrat en una tomba sense nom al cementiri de Santa Isabel, però es creu que el cap va estar separat durant l'autòpsia, que fou venut a una col·lecció de medicina a Madrid i que finalment es va perdre.

## El malnomSacamantecas

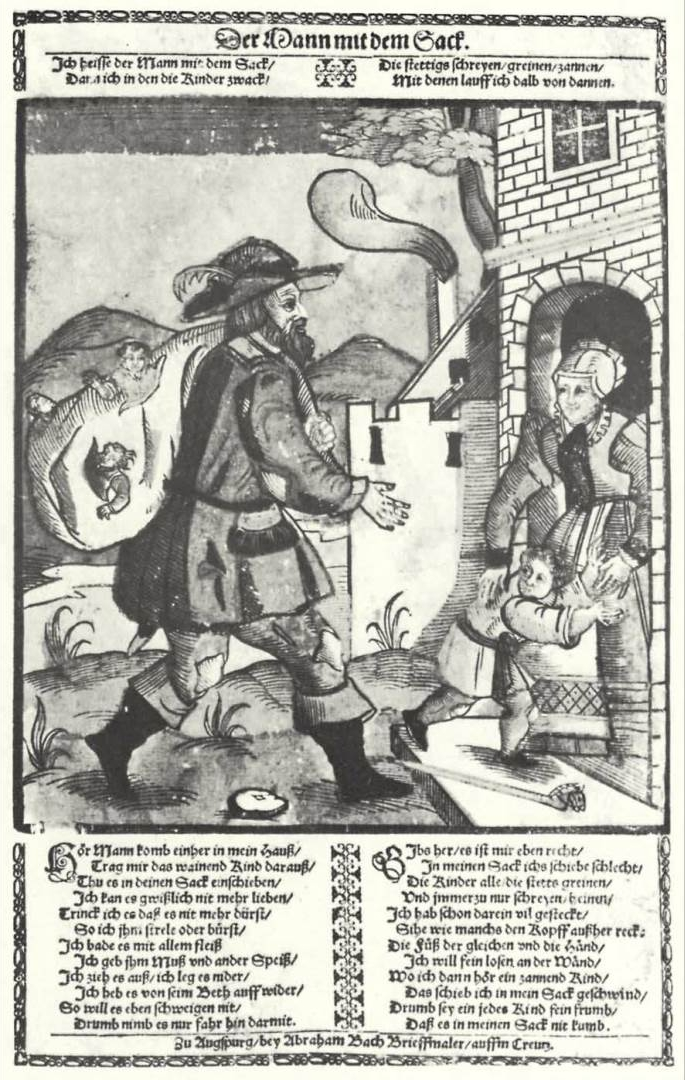
Representació de l'home del sac.

En la mitologia castellana, el Sacamantecas és una mena de papu, sovint combinat amb el de l'home del sac, que segresta persones per extreure el seu greix humà i vendre'l. Juan Díaz de Garayo va ser anomenat El Sacamantecas després de la seva detenció i condemna, i actualment encara se'l coneix com "el veritable" Sacamantecas, però no va ser l'origen d'aquest personatge llegendari, ja que el precedeix, ni va extreure mai el greix del cos de les seves víctimes.
La idea que els assassinats van ser obra d'un Sacamantecas en realitat era un rumor popular que va començar abans de l'arrest de Garayo, quan no hi havia culpable conegut. El mateix Garayo va sentir aquest rumor, i l'esventrament de l'última víctima va ser un intent deliberat de promoure-la. En les llegendes, els Sacamantecas eren comerciants rodamons, sempre de fora, mentre que Garayo era un pagès local. A través d'aquest intent de "confirmar" el rumor Sacamantecas, Garayo va tractar de treure's de sobre les sospites i la veritable raó dels assassinats, els seus impulsos sexuals.
Encara que només Garayo va arribar a ser conegut com "El" Sacamantecas, altres assassins en sèrie i assassins de nens a l'Espanya del segle xix i principis del segle XX Espanya foren considerats sacamantecas, com Manuel Blanco Romasanta, Enriqueta Martí i Ripollés i els assassins de Sierra de Gádor de 1910.

## En la ficció
Juan Díaz de Garayo és mencionat a la novel·la de Pío Baroja escrita el 1932 La Familia de Errotabo, on afirma incorrectament que fou la primera persona executada pel botxí Gregorio Mayoral (1863-1928), destacat botxí històric de la restauració borbònica qui va executar Michele Angiolillo, l'assassí del primer ministre espanyol Antonio Cánovas del Castillo en 1897, entre d'altres. La primera execució de Mayoral fou en 1892.
El mateix Garayo apareix com un dels principals protagonistes de la novel·la de Tomás Salvador Cuerda de Presos, guanyadora del Premi Nacional de Literatura el 1953, i adaptada al cinema el 1956 per Pedro Lazaga. La història relata la detenció fictícia de Garayo a Lleó i el seu viatge de tornada a Vitòria mentre era custodiat per dos agents de la Guàrdia Civil. En realitat Garayo mai va sortir del País Basc.